# لويزا مونتباتن
ولدت لويز الكسندرا ماري إيرين مونتباتن في 12 يونيه 1889 بهسن بألمانيا،وتوفيت في 7 مارس 1965.

## معرض صور

## روابط خارجية
- لويزا مونتباتن على موقع مونزينجر (الألمانية)